# Hmotná odpovědnost
Hmotná odpovědnost je dle § 252 a násl. českého zákoníku práce odpovědnost za schodek na svěřených hodnotách, který je zaměstnanec povinen vyúčtovat. Jsou to například hotovost, ceniny, zboží nebo zásoby materiálu.
Dohoda o odpovědnosti se v praxi používá velmi často zejména na pozici pokladního, kdy pokladní odpovídá za vzniklé manko v pokladně, skladníka či v jiných obdobných případech, kdy zaměstnanec má svěřené do své dispozice tzv. hodnoty svěřené k vyúčtování. Dohoda o hmotné odpovědnosti se stvrzuje písemnou smlouvou, jinak je neplatná. Tato smlouva může být uzavřena nejdříve v době, kdy zaměstnanec dosáhne 18 let. V případě, že je zaměstnanec nesvéprávný, jeho zástupce za něho tento typ dohody podepsat nemůže. Pokud je tato dohoda podepsána, zaměstnanec přebírá odpovědnost právě za svěřené ceniny, zboží, zásoby materiálu nebo jiné hodnoty, které je povinen vyúčtovat, a odpovídá za vzniklý schodek. Ve smlouvě by mělo být uvedeno, o jaké prostředky ve vlastnictví zaměstnavatele se jedná a kdy proběhla inventura.
Zaměstnanec má povinnost uhradit škodu v plném rozsahu. V tomto případě neplatí omezení, podle něhož může být výše náhrady maximálně 4,5 násobek průměrného měsíčního platu. Zaměstnanec je tedy povinen nahradit škodu v plném rozsahu. V případě, že vznikne schodek, za který odpovídá zaměstnanec, vychází se z předpokladu, že vinu nese zaměstnanec. Zjistí-li zaměstnavatel schodek na svěřených hodnotách, je povinen seznámit s touto skutečností zaměstnance a umožnit mu, aby se k věci vyjádřil. Zaměstnavatel však není povinen prokazovat vinu zaměstnance na schodku ve svěřených hodnotách. Ke zproštění jeho odpovědnosti dojde jen v takovém případě, že zaměstnanec prokáže, že schodek vznikl bez jeho úplného nebo částečného zavinění. Pokud na stejném pracovišti pracuje více zaměstnanců, kteří mají uzavřenou dohodu o hmotné odpovědnosti, vinu za schodek nesou všichni, pokud se neprokáže vina konkrétního zaměstnance (zaměstnanců).
Před uzavřením dohody o hmotné odpovědnosti musí proběhnout inventarizace. Je to především v zájmu samotných zaměstnanců. Stejně tak se inventarizace provádí při ukončení dohody (převedení na jiné pracoviště, ukončení pracovního poměru), ať už ze strany zaměstnance nebo zaměstnavatele. Ta by měla proběhnout zároveň i při zániku dohody – převedení zaměstnance na jinou práci či pracoviště a při skončení pracovního poměru. Pokud zaměstnanec o inventarizaci při své odchodu nepožádá a ta neproběhne, odpovídá zaměstnanec za případně vzniklý schodek, na který se přijde při nejbližší inventarizaci na jeho původním pracovišti.
Zaměstnanec může od dohody o hmotné odpovědnosti odstoupit podle § 253 zákoníku práce v případě, že je převáděn na jiný druh práce, zařazen na jiné pracoviště, nebo pokud zaměstnavatel do 15 dnů neodstraní závady, na které byl písemně upozorněn a které brání řádnému hospodaření se svěřenými hodnotami. Pokud je hmotná odpovědnost společná pro více zaměstnanců, může zaměstnanec od dohody také odstoupit, pokud je na pracoviště zařazen nový zaměstnanec nebo určený jiný člověk na vedoucí pozici, popřípadě jeho zástupce. Odstup od dohody musí být zaměstnavateli oznámeno písemně. Dohoda o hmotné odpovědnosti zaniká v den skončení pracovního poměru, nebo v den odstoupení od této dohody, není-li v odstoupení od této dohody uvedeno jinak.